# Busko-Zdrój
Busko-Zdrój ([ˈbuskɔ ˈzdrui̯] lyssna (fil)) är en stad i södra Polen, belägen 80 km nordöst om Kraków. Den ligger i Święty Krzyż vojvodskap. Staden hade 16 319 invånare (2016).